# Nejapa de Madero
Nejapa de Madero är en kommun i Mexiko.   Den ligger i delstaten Oaxaca, i den sydöstra delen av landet, 500 km sydost om huvudstaden Mexico City.
Följande samhällen finns i Nejapa de Madero:
- San Isidro Chihuiro
- San Juan Lachixila
- San Martín de Porres
- Agua Blanca
- Corral de Piedra
- Arroyo Hormiga